# Evgenij Bulančik
Evgenij Nikitič Bulančik (in russo Буланчик Никитич Буланчик?; 3 aprile 1922 – 17 novembre 1995) è stato un ostacolista sovietico.

## Palmarès

### Europei
- 1 medaglia:
  - 1 oro (Berna 1954 nei 110 m ostacoli)